# Шереметев, Николай Петрович
Граф Николай Петрович Шереметев (28 июня [9 июля] 1751, Санкт-Петербург, Российская империя — 2 [14] января 1809, Москва, Российская империя) — представитель аристократического рода Шереметевых, сын графа Петра Борисовича; покровитель искусств, меценат; музыкант. Один из богатейших людей в Российской империи. Обер-гофмаршал (1796), обер-камергер (1798), действительный тайный советник, сенатор, директор Московского дворянского банка, основатель Странноприимного дома в Москве и Невской богадельни в Петербурге.

## Биография
Получил домашнее образование. В 1768 году был пожалован в камер-юнкеры и на следующий год в сопровождении В. Г. Вроблевского отправился в четырёхлетнее заграничное путешествие (1769—1773); посетил Голландию (слушал лекции в Лейденском университете), Англию, Францию (учился игре на виолончели у парижского музыканта Ивара), Швейцарию и Германию и, по возвращении в Россию, снова занял придворную должность, достигнув звания обер-камергера в 1798 году.
С 1777 года состоял главным директором Московского дворянского банка; в 1786—1794 годах присутствовал в пятом департаменте Сената в Москве; в 1796—1800 годах — в межевом департаменте Сената, а в 1798 году участвовал в особой комиссии, состоявшей из графов Литта, Н. И. Салтыкова, сенатора В. В. Энгельгардта и генерального прокурора П. В. Лопухина, и имевшей целью установление порядка принятия русских дворян в Орден Мальтийских рыцарей, гроссмейстером которых сделался в том же году император Павел.
Выйдя в отставку в 1800 году, поселился в Москве в квартале вдоль Воздвиженки, купленном им у своего зятя (мужа сестры Варвары) А. К. Разумовского. 28 июня 1794 года был награждён орденом Св. Александра Невского. 1 февраля 1797 года был награждён орденом Св. Андрея Первозванного.
В 1797 году Шереметев переехал в Санкт-Петербург — в Фонтанный дом. 6 ноября 1801 года он женился на своей крепостной актрисе П. И. Жемчуговой-Ковалевой, которой ещё в 1798 году дал вольную. 3 февраля 1803 года у них родился сын — Дмитрий, а Прасковья Ивановна спустя три недели, 23 февраля 1803 года, умерла.
После смерти супруги Николай Петрович Шереметев, выполняя волю умершей, посвятил свою жизнь благотворительности. Согласно завещанию Прасковьи Ивановны он пожертвовал часть капитала на помощь бедным невестам и ремесленникам, а также начал строительство в Москве Странноприимного дома, открытого уже после смерти его основателя, в 1810 году. Указом 25 апреля 1803 года император Александр I повелел вручить графу Николаю Петровичу в общем собрании Сената золотую медаль с изображением на одной стороне его портрета, а на другой надписи: «в залог всеобщей признательности к столь изящному деянию и дабы память оного сохранилась и пребыла незабвенной в потомстве», и, кроме того, пожаловал его орденом Св. Владимира I степени.
Кроме того, на средства Шереметева были сооружены театрально-дворцовый комплекс в Останкино, театральные здания в Кусково и Марково, дома в Павловске и Гатчине, мыза Шампетр и Фонтанный дом в Петербурге. Не менее важна роль Шереметева и в возведении храмов: церкви Знамения Богородицы в Новоспасском монастыре, церкви Троицы при Странноприимном доме, Дмитриевского собора Спасо-Яковлевского монастыря в Ростове Великом и других.
Похоронен в Петербурге в фамильной усыпальнице графов Шереметевых в Александро-Невской Лавре.

## Театр Шереметева
Первоначально спектакли театра Шереметева давались на двух сценах — городской (в театральном флигеле, специально пристроенном к московскому дому Шереметевых на Никольской улице) и усадебной — в Кусково, где было организовано обучение крепостных актёров, число которых доходило до 95 человек. Талантливые крепостные музыканты и артисты шереметевского театра учились в Санкт-Петербурге и Москве.
В 1792—1798 году Шереметев выстроил театр в Останкино — крупнейший крепостной театр того времени.
В шереметевском театре было поставлено около сотни опер, балетов и комедий. Главной была комическая опера: Гретри, Монсиньи, Дуни, Далейрака, Фомина. Отдавая предпочтение французским и итальянским композиторам, граф Н. П. Шереметев не прошёл мимо лучших образцов ранней русской комической оперы; он первым в России обратился к реформаторским операм Глюка: «Армида», «Ифигения в Тавриде», «Альцеста».
В 1804 году крепостной театр графа Н. П. Шереметева прекратил своё существование.
- Портрет работы Ивана Аргунова, конец 1750-х — начало 1760-х
- Портрет работы Ивана Аргунова, 1765 г.
- Портрет работы неизвестного художника, между 1780 и 1799 гг.
- Портрет работы неизвестного художника, XVIII век.

- Портрет работы Ивана Аргунова, 1798 г.
- Портрет работы неизвестного художника, XIX век.
- Портрет работы Ивана Аргунова, между 1801 и 1803 гг.